# Отто Шеллерт
Отто Шеллерт (нім. Otto Schellert; 16 січня 1889, Вольмірштедт — 16 серпня 1975, Кассель) — німецький офіцер, генерал піхоти вермахту. Кавалер Німецького хреста в золоті.

## Біографія
4 березня 1907 року вступив в Імперську армію. Учасник Першої світової війни. Після демобілізації армії залишений в рейхсвері. З 15 травня 1936 року — командир 81-го, з 6 жовтня 1936 року — 88-го, з 12 жовтня 1937 року — 106-го піхотного полку, з 31 жовтня 1939 по 10 квітня 1940 року — 405-ї дивізії для особливих доручень, з 1 травня 1940 — дивізії №166, з 7 березня 1941 по 18 січня 1943 року — 253-ї піхотної дивізії. З 1 травня 1943 року — командувач 9-м військовим округом (з перервою від 15 січня до 16 квітня 1944 року). 9 грудня 1944 року відправлений в резерв фюрера. 31 березня 1945 року звільнений у відставку. В травні 1945 року взятий в полон американськими військами. 6 червня 1947 року звільнений. Решту життя прожив в Касселі. Був похований з військовими почестями.

## Звання
- Фанен-юнкер (4 березня 1907)
- Фенріх (18 листопада 1907)
- Лейтенант (18 серпня 1908) — патент від 17 вересня 1906 року.
- Оберлейтенант (28 листопада 1914)
- Гауптман (18 квітня 1916)
- Майор (1 лютого 1929)
- Оберстлейтенант (1 липня 1933)
- Оберст (1 червня 1935)
- Генерал-майор (1 березня 1939)
- Генерал-лейтенант (1 січня 1941)
- Генерал піхоти (1 липня 1943)

## Нагороди
- Залізний хрест 2-го і 1-го класу
- Орден Фрідріха (Вюртемберг), лицарський хрест 1-го класу з мечами
- Ганзейський Хрест (Гамбург)
- Хрест Фрідріха
- Почесний хрест ветерана війни з мечами
- Медаль «За вислугу років у Вермахті» 4-го, 3-го, 2-го і 1-го класу (25 років)
- Медаль «За Атлантичний вал»
- Застібка до Залізного хреста 2-го і 1-го класу
- Німецький хрест в золоті (26 грудня 1941)
- Медаль «За зимову кампанію на Сході 1941/42»